# Lyriothemis pachygastra
Lyriothemis pachygastra is een libellensoort uit de familie van de korenbouten (Libellulidae), onderorde echte libellen (Anisoptera).
De wetenschappelijke naam Lyriothemis pachygastra is voor het eerst geldig gepubliceerd in 1878 door Selys.